# Camellia flavida
Camellia flavida är en tvåhjärtbladig växtart som beskrevs av Hung T. Chang. Camellia flavida ingår i släktet Camellia och familjen Theaceae. Utöver nominatformen finns också underarten C. f. patens.